# صحراسفید
صحراسفید، روستایی از توابع بخش میمند شهرستان فیروزآباد در استان فارس ایران است.

## جمعیت
این روستا در بخش میمند قرار دارد و براساس سرشماری مرکز آمار ایران در سال ۱۳۸۵، جمعیت آن ۳۲۵ نفر (۷۳خانوار) بوده‌است.
روستای صحراسفید در استان فارس شهرستان فیروز آباد بخش میمند واقع شده‌است.
فاصلهٔ صحراسفید از مرکز استان یعنی شهر شیراز ۱۰۰ کیلومتر از مرکز شهرستان یعنی شهر فیروز آباد ۵۰ کیلومتر و از شهر جهرم هم ۱۰۰کیلومتر می‌باشد.
صحراسفید از شمال با شهر میمند (۴ کیلومتر) از جنوب غرب با روستا ی له آب (۳ کیلومتر) از جنوب با روستای چهار بید سر تنگ (۴/۵ کیلومتر) از جنوب شرق با روستای گود کهلوییه (۳/۵کیلومتر) از شمال شرق با روستای گنک (۵ کیلومتر) و سمت شرق با روستای پرزیتون (۵ کیلومتر) در ارتباط است.
روستای صحراسفید در وسط دشت وسیعی که از شمال شرق تا جنوب شرق بوسیلهٔ کوه سپیدار، از سمت شمال غرب تا جنوب غرب بوسیلهٔ کوه پادانا، در سمت جنوب بوسیلهٔ خرمن کوه و از شمال به وسیلهٔ کوه قلات محصور شده‌است قرار دارد. با وجودی که موقعیت مکانی روستای صحراسفید در جنوب استان فارس قرار دارد اما آب و هوای آن به نسبت نواحی نزدیک معتدل می‌باشد.
روستای صحراسفید دارای سابقهٔ مدنیت زیادی در میان روستاهای بخش میمند می‌باشد به طوری که اگر در فرهنگ دهخدا کلمهٔ «صحراسفید» را جستجو کنید مشخصات این روستا و جمعیت آن در زمان «۸۳نفر» آب و هوا و محصولات کشاورزی روستا را نوشته، که این خود گواهی بر سابقهٔ تاریخی این روستا در ۵ کیلومتری شهر کوچک و زیبای میمند فارس می‌باشد.
شغل بیشتر مردم روستا کشاورزی می‌باشد که محصول اصلی و عمدهٔ باغی که در روستای صحراسفید و نواحی اطراف وجود دارد انگور می‌باشد که در شهریور ماه، محصول انگور به شهرهای مختلف ایران مانند اصفهان، تهران، شهر کرد و اهواز صادر می‌شود علاوه بر انگور گل محمدی، بادام، گردو سیب و نسترن هم در این روستا کاشته می‌شود به علت وجود گل محمدی کارگاه‌های گلابگیری زیادی در روستا و نواحی نزدیک وجود دارد که گلاب خود را به شهرها ی مختلف کشور و کشورهای عربی صادر می‌کنند.